# البطولات الوطنية الأمريكية 1929 (كرة مضرب)
قائمة بالأبطال في 1929 البطولات الوطنية الأمريكية لكرة المضرب (المعروفة الآن باسم أمريكا المفتوحة):

## الكبار

### فردي رجال
بيل تيلدن هزم  فرانسيس هنتر 3-6 6-3 4-6 6-2 6-4

### فردي سيدات
هيلين ويلز مودي هزم  فويبي هولكروفت واتسن 6-4, 6-2